# Choujapyx
Choujapyx es un género de Diplura en la familia Japygidae.

## Especies
- Choujapyx choui Huang, 2001